# ジョン・エレンビー
ジョン・エレンビー（John Ellenby、1941年1月9日 - 2016年8月17日）は、イギリスの実業家、開発者であり、グリッド・システムズ・コーポレーションの創業者、ジオヴェクター・コーポレーションの共同設立者の一人である。「ノートパソコンの父」と呼ばれている。

## 経歴
1941年生まれ。1960年初頭、ロンドン・スクール・オブ・エコノミクスに在籍していた時にメインフレームと出会う。その後、Alto IIの開発に携わっていた時にフェランティに入社、後にゼロックスに入社する。